# マーク・バウチャー

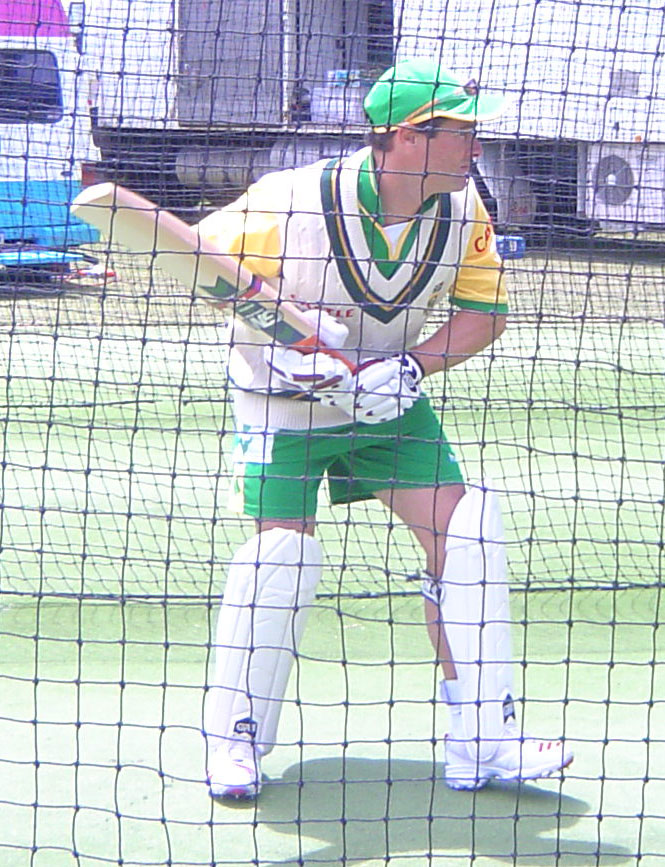
マーク・バウチャー

マーク・ヴァードン・バウチャー（Mark Verdon Boucher、1976年12月3日 - ）は、南アフリカの東ケープ州イースト・ロンドン出身のクリケット選手。ポジションはウィケットキーパー。セルボーン大学を卒業し、インディアン・プレミアリーグのロイヤル・チャレンジャーズ・バンガロールに所属しており、南アフリカ代表としてもプレーし、1997年から1998年のオーストラリアツアーよりはレギュラーに定着した。